# Dirty Harry (canción)
«Dirty Harry» o «Harry el sucio» es una canción de la banda virtual británica Gorillaz del segundo álbum de estudio Demon Days. Fue el tercer sencillo del álbum, lanzado 21 de noviembre de 2005. Alcanzó el puesto # 6 en el UK Singles Chart. También fue lanzado como una promo y en iTunes a principios de año. Una primera versión de "Dirty Harry", titulado "I Need a Gun" fue incluido en el álbum Democrazy de Damon Albarn
Fue nominada a los Premios Grammy en la categoría interpretación Urbana / Alternativa. La letra de esta canción contiene la línea de "La guerra ha terminado dijo el altavoz, con el traje puesto", en referencia al discurso televisado "Misión Cumplida" de George W. Bush. Harry el sucio es también una película de 1971 dirigida por Don Siegel. Uno de los primeros sencillos de Gorillaz es el nombre del actor que interpretó a personaje de esta película, Clint Eastwood. La portada del sencillo es similar a la de la película Full Metal Jacket.

## Lista de canciones
CD1
1. «Dirty Harry» - 3:47
2. «All Alone» (En vivo) (Con Roots Manuva & Martina Topley-Bird) - 3:39

CD2
1. «Dirty Harry» - 3:47
2. «Hongkongaton» - 3:34
3. «Dirty Harry» (Chopper Remix) - 3:38

DVD Single
1. «Dirty Harry» (Video) - 4:56
2. «Murdoc Is God» - 2:26
3. «Dirty Harryn» (Animatic con Instrumental) - 3:47

CD Promo
1. «Dirty Harry» - 3:47

12" Promo
1. «Dirty Harry» - 3:47
2. «Dirty Harry» (Instrumental) - 3:47
3. «Dirty Harry» (Acappella)

Australian Single
1. «Dirty Harry» - 3:47
2. «Hongkongaton» - 3:34
3. «Dirty Harry» (Chopper Remix) - 3:38
4. «Dirty Harry» (Video) - 4:56
5. «Dirty Harry» (Animación)

Japanese CD Single
1. «Dirty Harry» - 3:47
2. «All Alone» (En vivo) (Con Roots Manuva & Martina Topley-Bird) - 3:39
3. «Hongkongaton» - 3:34
4. «Dirty Harry» (Chopper Remix) - 3:38
5. «Dirty Harry» (Video) - 4:56

Itunes E.P
1. «Dirty Harry» - 3:47
2. «Highway (Under Construction)» - 4:20
3. «Hongkongaton» - 3:34
4. «Dirty Harry» (Live In Harlem) - 6:12
5. «Dirty Harry» (Video) - 4:56

## Video musical
El video fue lanzado por primera vez el 25 de noviembre de 2005 para los suscriptores del sitio web de Gorillaz. La banda iba a utilizar un desierto animado por computadora, pero creyeron que simplemente volar la tripulación y la banda al desierto era más barato y más fácil. La mayoría de las partes del video muestran sin camisa a 2-D y una versión animada del Coro de los Niños San Fernández varados en medio de un desierto, después de lo que parece haber sido un accidente de helicóptero. Los sobrevivientes se divierten con la canción mientras se espera la llegada de los rescatistas, interpretado por Noodle y Murdoc como una Fuerza de Defensa Sudafricana en un Casspir conducido por Russel (que lleva un Fez). La canción y el video tienen una aparición de Pharcyde como el rapero Bootie Brown, que salta de una duna de arena con uniforme militar de la Segunda Guerra Mundial para llevar a cabo sus versos de la canción.
En el final del video Gorillaz, los niños y Bootie Brown salen del lugar del accidente en el vehículo militar, que se desglosa en metros de distancia.
Los temas en el sencillo, así como los temas en el álbum están basadas en observaciones de Damon Albarn en el estado en que el mundo es hoy en día.
El casco que aparece en la portada del sencillo y el cartel para el video es una reminiscencia del cartel de la película Full Metal Jacket.

## Posicionamiento en listas

### Listas semanales
| Listas (2005)                     | Posición |
| --------------------------------- | -------- |
| Australian Singles Chart          | 15       |
| Austria Top 75 Singles Chart      | 69       |
| Belgium Top 50 Singles Chart      | 8        |
| Denmark Top 20 Singles Chart      | 20       |
| Dutch Charts                      | 100      |
| Germany Top 100 Singles Chart     | 77       |
| Irish Singles Chart               | 19       |
| Italy Top 50 Singles Chart        | 40       |
| Switzerland Top 100 Singles Chart | 88       |
| UK Singles Chart                  | 6        |